# Поема
Поема је лирско-епска песма испевана у првом лицу, у којој се преплићу елементи лирске и епске поезије. Композиција поеме заснована је на развијању фабуле. Поема је настала у романтизму
Аутор овакве врсте епске песме је енглески песник Бајрон и многи песници су прихватили ову врсту епске поеме. Одликује се честим песниковим прекидањем епског излагања и уметањем личних емоција и размишљања, који некада нису имали непосредне везе са личностима и догађајима у делу, већ су изражавали песниково расположење у том тренутку. Поема је дужа песма у којој се уочава развијена фабула, али су догађаји и збивања прожети лириком.
Развијена фабула је такође један драмски елемент. Парадоксално, романтичари, који су разбили три јединства драме, у својим поемама опет су их несвесно објединили.